# Benjamin ou les Mémoires d'un puceau
Pour plus de détails, voir Fiche technique et Distribution.
Pour les articles homonymes, voir Benjamin et Puceau (homonymie).
Benjamin ou les Mémoires d'un puceau est un film français réalisé par Michel Deville, sorti en 1968.

## Synopsis

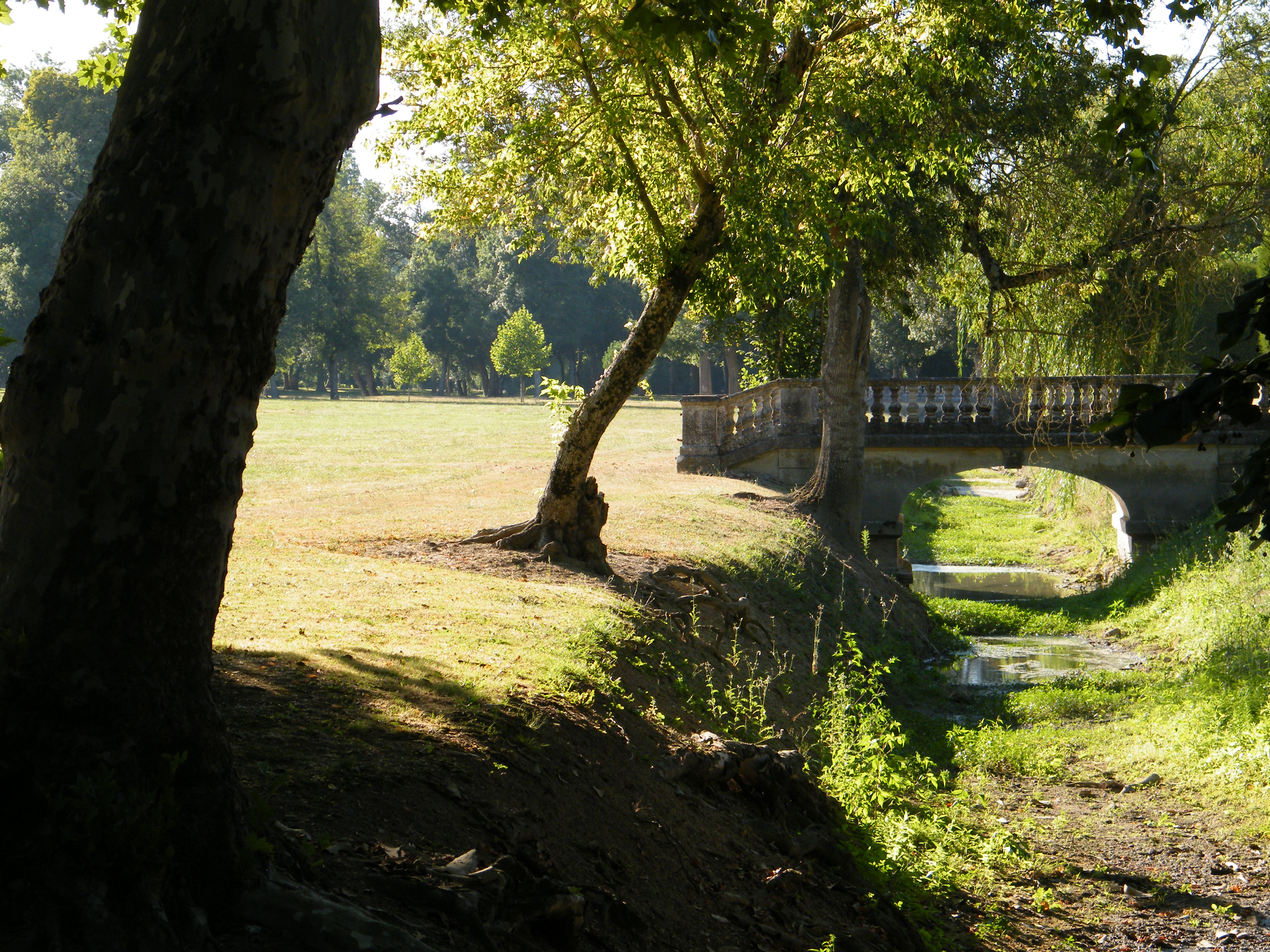
Le château de Saint-Brice a vu le tournage de Benjamin ou les Mémoires d'un puceau.

L'action du film se déroule au XVIIIe siècle. En arrivant, à 17 ans, avec son précepteur Camille, dans le château de sa tante, la comtesse de Valandry, le beau mais pauvre Benjamin, qui ignore tout de la vie, est assailli par les femmes de toutes conditions sociales, domestiques ou nobles fréquentant le château, désireuses de l'initier à l'amour.
Le comte de Saint-Germain, un peu lassé de sa maîtresse, la comtesse de Valandry, décide d'initier Benjamin au libertinage. Une chevauchée les conduit chez Anne de Clécy, jeune fille qui d'emblée tombe amoureuse du comte mais décide, pour se l'attacher et le rendre jaloux, que son premier amant sera Benjamin. Juste avant de retrouver le comte qui pourrait se résoudre à l'épouser, elle se donne à Benjamin. Ils découvrent ensemble leur « première fois ».

## Fiche technique
- Titre original : Benjamin ou les Mémoires d'un puceau
- Réalisation : Michel Deville
- Scénario : Michel Deville et Nina Companeez
- Décors : Claude Pignot
- accessoiriste : Jean Brunet
- Costumes : Rita Bayance
- Maquillage : Alexandre Marcus assisté d’Éliane Marcus
- Photographie : Ghislain Cloquet
- Son : André Hervée
- Montage : Nina Companeez
- Cameraman : Robert Foucard
- Script-Girl : Hélène Sébillotte
- Musique : Jean Wiéner ; orchestre dirigé par André Girard
- Production : Mag Bodard et Henri Michaud
- Sociétés de production : Parc Films et Marianne Productions
- Société de distribution : Paramount Pictures (France)
- Pays d’origine :  France
- Langue originale : français
- Format : couleur (Eastmancolor) — 35 mm — 1,66:1 — son mono
- Genre : Comédie romantique
- Tournage : Château de Saint-Brice à Cognac
- Durée : 100 minutes
- Dates de sortie : 12 janvier 1968

## Distribution
- Michèle Morgan : comtesse Gabrielle de Valandry
- Michel Piccoli : comte Philippe de Saint-Germain
- Pierre Clémenti : Benjamin
- Catherine Deneuve : Anne de Clécy
- Jacques Dufilho : Camille
- Francine Bergé : Marion
- Anna Gaël : Célestine
- Catherine Rouvel : Victoire
- Tania Torrens : Mme de Chartres
- Odile Versois : la conseillère Lefur
- Angelo Bardi: Basile
- Sacha Briquet: Célestin
- André Cellier: conseiller
- Jacques Filh : Adrien
- Simone Bach : Mme La Tour
- Madeleine Damien : sa belle-mère
- Diane Lepvrier : Domino rose
- Lyne Chardonnet : Jacotte
- Magali Louis : Berthe
- Cécile Vassort : Aline
- Brigitte Defrance : Pascaline
- Danièle Girard: Lisette
- Eve Cloquet : Fanchon
- René Bazart : M. du Plessis
- Jean Lefèvre : Azay (coupé au montage)
- Nina Companeez
- Patricia Louis
- Marie-Claire Yvon

## Distinctions
- Prix Louis-Delluc 1967